# Nemosenecio
Genre
Nemosenecio est un genre de plantes à fleurs de la famille des Asteraceae. Il est endémique de l'Asie de l'Est.

## Espèces
Les principales espèces  du genre Nemosenecio sont :
- Nemosenecio concinnus (Franch.) C.Jeffrey & Y.L.Chen - Sichuan, Chongqing
- Nemosenecio formosanus (Kitam.) B.Nord. - Taïwan
- Nemosenecio incisifolius (Jeffrey) B.Nord. - Yunnan
- Nemosenecio nikoensis (Miq.) B.Nord. - Japon
- Nemosenecio solenoides (Dunn) B.Nord. - Yunnan
- Nemosenecio yunnanensis B.Nord. - Guizhou, Yunnan